# Erotendomychus
Erotendomychus, es un género de coleópteros polífagos. Es originario de  Australia.

## Géneros
Contiene las siguientes especies:
- Erotendomychus bimaculatus Lea, 1922
- Erotendomychus dentatus Tomaszewska, 2004
- Erotendomychus dorrigo Tomaszewska, 2004
- Erotendomychus elongatus Tomaszewska, 2004
- Erotendomychus emarginatus Tomaszewska, 2004
- Erotendomychus erectus Tomaszewska, 2004
- Erotendomychus joalah Tomaszewska, 2004
- Erotendomychus kirrama Tomaszewska, 2004
- Erotendomychus lawrencei Tomaszewska, 2000
- Erotendomychus leai Tomaszewska, 2004
- Erotendomychus micropunctatus Tomaszewska, 2004
- Erotendomychus micrus Tomaszewska, 2004
- Erotendomychus ovatus Tomaszewska, 2004
- Erotendomychus peckorum Tomaszewska, 2004
- Erotendomychus yeatesi Tomaszewska, 2004